# Lanaja
Lanaja est une commune d’Espagne, dans la province de Huesca, communauté autonome d'Aragon comarque de Monegros.

## Jumelage
- Chasseneuil-du-Poitou (France)